# Цово (Мантова)
Цово је насеље у Италији у округу Мантова, региону Ломбардија.
Према процени из 2011. у насељу је живело 64 становника. Насеље се налази на надморској висини од 16 м.